# Bergener See

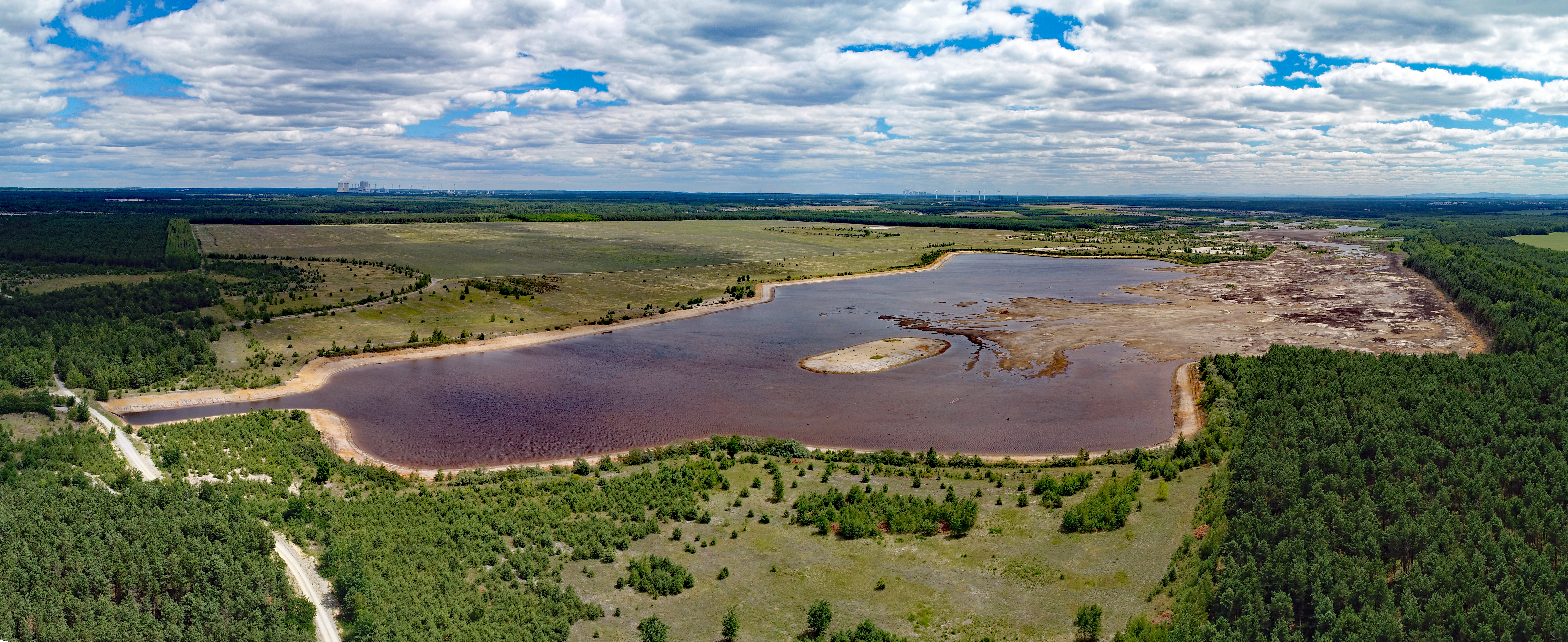
Luftbild 2018

Der Bergener See, obersorbisch Horjanski jězor, ist ein Tagebaurestsee in der Lausitzer Seenkette und befindet sich auf dem Gebiet des Freistaates Sachsen in der Region Oberlausitz nahe Bergen, einem Gemeindeteil von Elsterheide, unmittelbar an der Grenze zu Brandenburg. Das Volumen umfasst 3 Mio. m³. Eine Besonderheit des Bergener Sees ist, dass er aus zwei Teilen besteht, die durch einen 360 Meter langen Kanal, den Überleiter 4, verbunden sind. Für motorisierte Sportboote ist der See gesperrt. Durch den Überleiter 2, einen 240 m langem Kanal, ist der Bergener See mit dem Sabrodter See und durch den Überleiter 5, einen 260 m langen Kanal, mit dem Neuwieser See verbunden. Der See ist Teil des Naturschutzprojektes Lausitzer Seenland und dient mit seinen weit ausladenden Feuchtzonen und dem angrenzenden Offenland als Rückzugsgebiet für seltene Vögel, Tiere und Pflanzen.

## Lage des Sees
Der See befindet sich im Norden von Hoyerswerda. Er wird begrenzt
- im Norden durch den Sabrodter See
- im Süden durch Bergen, Gemeinde Elsterheide
- im Westen durch den Neuwieser See
- im Osten durch die Kolonie Seidewinkel, Gemeinde Elsterheide.

## Geschichte
Der Bergener See ist an die Entwicklung des Braunkohlebergbaus im Raum Spreetal / Bluno gekoppelt. Das Tagebaufeld Spreetal umfasst die Tagebaue Spreetal, Bluno und Spreetal-Nordost, die Kohleförderung lief von 1955 bis 1983. In der Zeit von 1991 bis 1994 wurde Abraum vom Tagebau Scheibe zum Tagebau Spreetal transportiert, um diesen aufzufüllen. Später würde der Bereich kurzzeitig als Mülldeponie genutzt, der Name des Tagebaurestlochs war Südostschlauch. Da das Material zum Auffüllen nicht ausgereicht hat, entstand daraus der Bergener See sowie der Sabrodter und der Neuwieser See als Bergbaufolgelandschaft.
Am 13. Oktober 2010 ereignete sich in den Spreetaler Feldern, wozu auch der Bergener See gehört, eine Rutschung von 1,8 Kilometer Länge und 600 Meter Breite. Dabei wurden fünf LKW von der Rutschung erfasst, Menschen kamen nicht zu Schaden. Vier LKW-Fahrer konnten sich selbst retten und einer musste vom ADAC-Rettungshubschrauber vom Dach seines LKW gerettet werden. Durch die entstehende Flutwelle wurden am anderen Ufer des Sees 84 Schafe getötet.

## Daten
- Wasserfläche: 133 ha
- Speichervolumen: 3 Mio. m³
- Wasserspiegelhöhe: 104 m über NHN
- Wassertiefe: 11 m
- Flutung durch Eigenwasseraufgang: 2007 bis 2015

## Überleiter 2, 4 und 5
- Überleiter 2: Länge 240 m, Bauzeit 2009–2011, verbindet den Bergener See mit dem Sabrodter See
- Überleiter 4: Länge 360 m, fertiggestellt 2008, verbindet beide Teile des Bergener Sees
- Überleiter 5: Länge 260 m, Bauzeit 2009–2010, verbindet den Bergener See mit dem Neuwieser See